# Wenatchee
Wenatchee é uma cidade localizada no estado norte-americano de Washington, no Condado de Chelan.

## Demografia
Segundo o censo norte-americano de 2000, a sua população era de 27.856 habitantes.
Em 2006, foi estimada uma população de 29.968, um aumento de 2112 (7.6%).

## Geografia
De acordo com o United States Census Bureau tem uma área de
19,0 km², dos quais 17,8 km² cobertos por terra e 1,2 km² cobertos por água. Wenatchee localiza-se a aproximadamente 241 m acima do nível do mar.

## Localidades na vizinhança
O diagrama seguinte representa as localidades num raio de 8 km ao redor de Wenatchee.